# Област Јоичи
Област Јоичи (јап. 余市郡) Yoichi-gun се налази у субпрефектури Ширибеши, Хокаидо, Јапан. 
2004. године, у области Јоичи живело је 28.213 становника и густину насељености од 47,93 становника по км². Укупна површина је 588,64 км².

## Вароши и села
- Акаигава
- Ники
- Јоичи